# Mănăstirea Pasărea
Mănăstirea Pasărea este un monument istoric și de artă aflat la 29 km est de București, ctitorită la începutul secolului al XIX-lea pe malul Lacului Pustnicu și la marginea pădurii cu același nume, parte din ceea ce erau odinioară Codrii Vlăsiei.
Mănăstirea Pasărea este inclusă în Lista monumentelor istorice din România, având codul de clasificare cod LMI IF-II-a-B-15301.

## Istoric
Există mai multe legende care explică numele mănăstirii. Cea mai plauzibilă este aceea că numele i-ar veni de la stolurile de păsări care viețuiau în pădurea înconjurătoare. Mănăstirea îi are ca ctitori pe arhimandritul Timotei, care a ridicat aici o biserică din lemn în 1813, și pe Sfântul Calinic de la Cernica. Biserica din lemn s-a prăbușit la cutremurul din 1838. Biserica mare a fost reconstruită de Sfântul Calinic, pe când era stareț la Mănăstirea Cernica, în 1846, în timp ce biserica din cimitir fusese ridicată tot de el la 1834. La această mănăstire de maici s-a călugărit spre sfârșitul vieții mama Sfântului Calinic, Floarea, devenită schimonahia Filoteia. În plan spiritual, Mănăstirea Pasărea este sora geamănă a Mănăstirii Cernica, nu doar pentru că au același sfânt ctitor, ci și după tipicul Sfântului Sava, după care se conduc amândouă mânăstirile.

## Lăcaș de cultură și artă

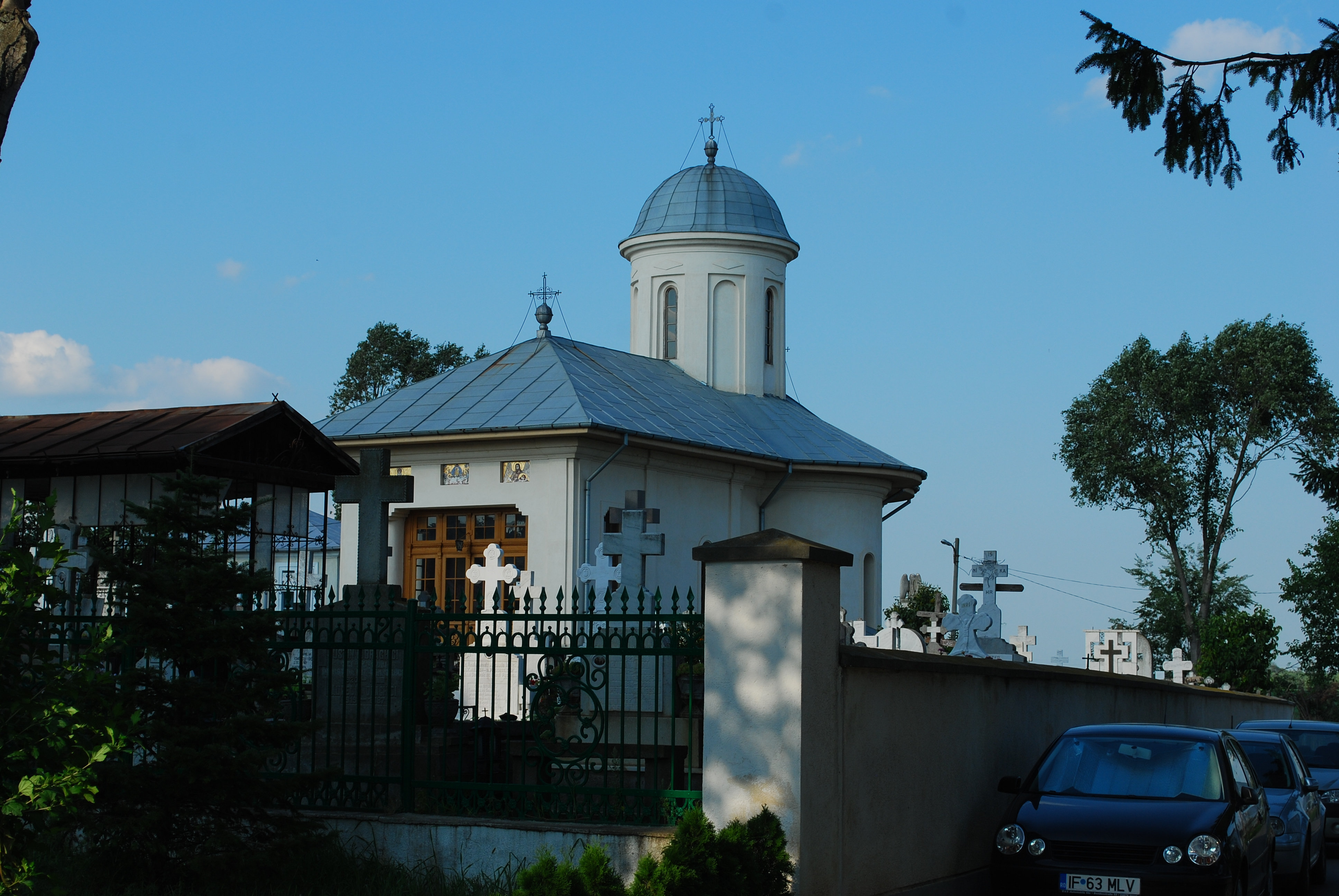
Biserica din cimitir Adormirea Maicii Domnului

Mănăstirea are ca hram "Sfânta Treime" la biserica mare și "Adormirea Maicii Domnului" la biserica din cimitir și se poate lăuda cu o bogată colecție de artă veche bisericească: icoane, ceramică, broderii, precum și mulaje în ghips aparținând sculptorului G. D. Anghel - cel care a realizat statuia lui Mihai Eminescu din fața Ateneului Roman – și care și-a trăit aici ultimii ani ai vieții, fiind înmormântat în cimitirul mânăstirii. Cea mai de preț comoară a mânăstirii o reprezintă racla cu părți din Sfintele Moaște ale Sfântului Pantelimon, Sfântului Mucenic Mina și Sfântului Mercurie.
Datorită marii valori istorice și artistice, Mănăstirea Pasărea a fost declarată în 1955 monument istoric și a fost restaurată prin grija Patriarhului Iustinian.
În atelierele mânăstirii funcționează ateliere de croitorie pentru veșminte preoțești, cruciulițe și icoane.
Pictura a fost realizată de aceiași meșteri de la Cernica, Fotache și Nicolae Polovnicul.

## Îngrijire și hrană spirituală
În 1990, în mănăstire a fost ctitorită o Bolniță – cămin, unde sunt îngrijiți la ora actuală cam 50 de bătrâni. Tot aici se află în construcție noua clădire a Seminarului monahal, care funcționează deocamdată într-o clădire din Brănești.